# Siri Grundnes
Siri Grundnes (ur. w 1967) – norweska biathlonistka. W Pucharze Świata zadebiutowała w sezonie 1985/1986. W indywidualnych zawodach tego cyklu jeden raz stanęła na podium: 17 grudnia 1987 roku w Hochfilzen zajęła trzecie miejsce w biegu indywidualnym. W zawodach tych wyprzedziły ją jedynie jej rodaczka Anne Elvebakk i Eva Korpela ze Szwecji. Najlepsze wyniki osiągnęła w sezonie 1987/1988, kiedy zajęła 20. miejsce w klasyfikacji generalnej. W 1986 roku wystąpiła na mistrzostwach świata w Falun, gdzie zajęła 15. miejsce w sprincie. Na rozgrywanych dwa lata później mistrzostwach świata w Chamonix zajęła 26. miejsce w biegu indywidualnym. Nigdy nie wystartowała na igrzyskach olimpijskich.

## Osiągnięcia

### Mistrzostwa świata
| Rok  | Miejscowość | Konkurencje | Konkurencje | Konkurencje | Konkurencje | Konkurencje | Konkurencje | Konkurencje |
| Rok  | Miejscowość | IN          | SP          | PU          | MS          | RL          | MR          | SR          |
| ---- | ----------- | ----------- | ----------- | ----------- | ----------- | ----------- | ----------- | ----------- |
| 1986 | Falun       | –           | 15.         | nd.         | nd.         | –           | nd.         | –           |
| 1988 | Chamonix    | 26.         | –           | nd.         | nd.         | –           | nd.         | –           |

### Puchar Świata

#### Miejsca w klasyfikacji generalnej
| Sezon     | Miejsce |
| --------- | ------- |
| 1985/1986 | ?       |
| 1987/1988 | 21.     |
| 1988/1989 | 38.     |
| 1992/1993 | ?       |

#### Miejsca na podium chronologicznie
| Lp. | Dzień      | Rok  | Miejscowość | Konkurencja                | Lokata | Pudła | Czas biegu | Strata  | Zwycięzca     |
| --- | ---------- | ---- | ----------- | -------------------------- | ------ | ----- | ---------- | ------- | ------------- |
| 1.  | 17 grudnia | 1987 | Hochfilzen  | Bieg indywidualny na 15 km | 3.     | 1+1+0 | 49:57,0    | +2:33,6 | Anne Elvebakk |